# Klappbrücke Heiligenstedten
Die Klappbrücke Heiligenstedten ist eine über die Stör führende Straßenbrücke in Heiligenstedten.
Die Brücke ist eine Möglichkeit zur Störquerung; ansonsten gibt es noch die Störbrücke der Bundesautobahn 23 in Itzehoe und 12 km flussabwärts in Beidenfleth die Störfähre Else sowie weitere 10 km flussabwärts die B 431 über das an der Flussmündung gelegene Störsperrwerk.
Eine Störbrücke gibt es in Heiligenstedten seit 1442; zuvor führte lediglich ein Holzsteg über den Fluss. 1777 wurde die Brücke zu einer Holzklappbrücke umgebaut. Die heutige Brücke ist ein Ende 1967 fertiggestellter Bau, der nötig wurde, nachdem die bisherige Brücke 1966 bei einer Schiffskollision vollständig zerstört worden war. Sie wird vom Kreis Steinburg betrieben.

Gemeindewappen von Heiligenstedten

Die Brücke und das Brückenwärterhaus, das aus dem 19. Jahrhundert stammt, gehören zu den Kulturdenkmalen der Gemeinde Heiligenstedten. Die Brücke findet sich auch im Wappen und im Siegel der Gemeinde.